# Matthew Butturini
Matthew Butturini (Murwillumbah, 7 agosto 1987) è un hockeista su prato australiano.

## Palmarès

### Olimpiadi
- 1 medaglia:
  - 1 bronzo (Londra 2012)

### Mondiali
- 1 medaglia:
  - 1 oro (New Delhi 2010)

### Champions Trophy
- 2 medaglie:
  - 2 ori (Melbourne 2009; Auckland 2011)